# Sean Van Raepenbusch
Sean Van Raepenbusch (* 1956) je belgický právník a předseda Soudu pro veřejnou službu Evropské unie.
V letech 1984–1994 působil u Komise Evropských společenství, následně byl referendářem u Soudního dvora Evropských společenství a roku 2005 se stal soudcem Soudu pro veřejnou službu; od 7. října 2011 je předsedou tohoto soudu.
V minulosti vyučoval na univerzitách právo Evropské uine. Je autorem četných publikací v oblasti evropského sociálního práva a ústavního práva Evropské unie.